# Baiocco romano
Il baiocco romano era una moneta usata nella prima (1798-1799) e nella seconda Repubblica Romana (1849) ed anche durante l'epoca di Papa Pio VI anche se non come moneta ufficiale, il Baiocco romano era anche una delle tante "variabili" del Baiocco

## Storia
Il baiocco romano era una moneta d'argento o in rame che rappresentava un centesimo dello scudo romano; fu usata nell'epoca di Papa Pio VI anche dopo la liberazione di Roma dai francesi e la riconquista dello Stato Pontificio.
Fu la valuta ufficiale della prima (1798 - 1799) e della seconda Repubblica Romana (1849) insieme allo Scudo Romano e al quattrino, che valeva un quinto del baiocco. 
Molte monete del 1849 recitavano la scritta a sinistra: "DIO E POPOLO". Nel 1799 e nel 1849 fu sostituito dallo Scudo Pontificio.

## Monete
Durante il periodo delle due repubbliche furono coniate monete da ½, 1, 2, 5 baiocchi in rame e in argento 1 scudo nel 1798-1799; mentre nel 1849 furono coniate monete da ½, 1, 3 baiocchi in rame e da 8, 16, 40 baiocchi in argento.

## Prima repubblica romana
Durante la prima repubblica romana furono coniate monete in oltre 10 zecche
Le sigle delle zecche sulle monete sono:
| Zecca                               | Sigla                                     |
| ----------------------------------- | ----------------------------------------- |
| Ancona                              | A, ANCONA, senza indicazione              |
| Ascoli                              | ASCOLI                                    |
| Camerino                            | C                                         |
| Fermo                               | FERMO                                     |
| Foligno                             | FVLIGNO                                   |
| Gubbio                              | GUBBIO, GVBBIO                            |
| Macerata                            | MACERATA, MACER                           |
| Pergola                             | PERGOLA                                   |
| Perugia                             | P, PERVGIA, PERUGIA                       |
| Roma                                | R, senza indicazione                      |
| Roma (occupazione napoletana)       | R, ROMA                                   |
| Ronciglione (occupazione austriaca) | RONCIGLIONE, RONCIGLION, RONCIGLIOE, RONN |
| Spoleto                             | CLITVNNO, CLITUNNO                        |

### Zecca di Roma
A Roma furono coniate monte monete alcune delle quali sono da considerare monete-medaglie. I pezzi di maggior valore nominale furono:
| Valore     | Metallo | Dritto | Rovescio                                                                                               |
| ---------- | ------- | --- | --- |
| Scudo      | Argento | REPVBBLICA ROMANA intorno alla Libertà                                                                                             | SCUDO ROMANO in corona d'alloro                                                                        |
| Scudo      | Argento | Altare della libertà, con fascio e aquila. Legenda: REPUB ROMANA                                                                   | ALLE SPERANZE DELLA GIOVENTÙ in tre righe; sotto LA PATRIA                                             |
| Scudo      | Argento | Altare della libertà, con fascio e aquila. Legenda: REPUB ROMANA                                                                   | In cinque righe: LIBERTÀ ROMANA XXVII PIOVOSO AN. VII; intorno GIORNO CHE VALE DI TANTI ANNI IL PIANTO |
| 5 baiocchi | Rame    | Busto velato a sinistra; intorno SANCTA DEI GENITRIX. Sotto il busto T M, le iniziale dell'incisore dei conii, Tommaso Mercandetti | BAIOC / CHI / CINQUE                                                                                   |

Sono state battute anche monete da 2, 1 e 1/2baiocco. Per ogni valore esistono diverse varianti. Oltre quella Mercandetti si trovano anche le firme di Giovanni Hamerani (G H) e di Hubert Jean François Tavernier (H T).

### Zecca di Ancona
La zecca di Ancona coniò monete nel periodo da maggio a novembre del 1799; furono emesse sia monete d'argento che in bronzo. Per le monete d'argento furono usati i conii di Pio VI, mentre per i bronzi furono preparati conii appositi.
| Valore     | Metallo | Dritto                                  | Rovescio                       |
| ---------- | ------- | --------------------------------------- | ------------------------------ |
| Scudo      | Argento | Stemma di Pio VI                        | Chiesa assisa su nubi          |
| 1/2 scudo  | Argento | Stemma di Pio VI                        | "                              |
| 2 baiocchi | Rame    | Fascio rivoluzionario con scure e pileo | DVE / BAIOC / CHI su tre righe |

Per il dritto delle monete enee sono note più legende: REPVBBLICA ROMANA - ANCONA; REP ROMANA - A e altre ancora. In alcuni conii sono anche presenti le sigle degli incisori: TM (Tommaso Mercandetti) o AP (Andronico Perpenti).

### Zecca di Ascoli
Sono note solo monete in rame. Le monete furono battute alla zecca di Roma.
| Valore      | Metallo | Dritto                                  | Rovescio                             |
| ----------- | ------- | --------------------------------------- | ------------------------------------ |
| 2 baiocchi  | Rame    | Fascio rivoluzionario con scure e pileo | DVE / BAIOCCHI / ASCOLI su tre righe |
| 1/2 baiocco | Rame    | Fascio rivoluzionario                   | MEZZO / BAIOCCO / ASCOLI             |
| quattrino   | Rame    | Fascio rivoluzionario                   | ASCOLI                               |

Gigante per la moneta da due baiocchi cita 10 varianti, che riguardano la legenda.

### Zecca di Camerino/Civitavacchia
Si tratta della moneta da due baiocchi di rame che riporta come segno di zecca la lettera C. L'attribuzione della moneta a una zecca non è certa. I tipi sono: 
al dritto il fascio con scure e pileo. Intorno REPUBBLICA ROMANA e sotto le sigle dell'incisore GH (Giovanni Hamerani)
al rovescio DVE/BAIOC/CHI e sotto C (segno di zecca), tra rami di quercia.

### Zecca di Fermo
Sono note solo monete in rame. Le monete, datate 1798, furono battute a Fermo; non appaiono sigle degli incisori dei conii.
| Valore      | Metallo | Dritto                   | Rovescio                            |
| ----------- | ------- | ------------------------ | ----------------------------------- |
| 2 baiocchi  | Rame    | Fascio con scure e pileo | DVE / BAIOCCHI / FERMO su tre righe |
| 1 baiocco   | Rame    | Legenda in corona        | VN / BAIOCCO / FERMO                |
| 1/2 baiocco | Rame    | Fascio con scure e pileo | MEZZO / BAIOCCO / FERMO             |
| quattrino   | Rame    | Fascio rivoluzionario    | UN / QUATTRINO / FERMO              |

### Zecca di Foligno
Della zecca di Foligno sono noti solo due valori: il mezzo baiocco e il quattrino; anche se coniate a nome di Foligno le monete furono battute a Roma. La autenticità della moneta da mezzo baiocco proveniente della collezione di Niccolò Papadopoli è messa in dubbio. Il pezzo da mezzo baiocco non è elencato da Cinagli, a differenze del quartino che è invece elencato.
| Valore      | Metallo | Dritto                                             | Rovescio                                                                                            |
| ----------- | ------- | -------------------------------------------------- | --------------------------------------------------------------------------------------------------- |
| 1/2 baiocco | Æ       | Stella a sei punte e intorno DE FVLIGNO            | MEZZO / BAIOCCO su due righe; sotto e in alto stella                                                |
| quartino    | Æ       | QUARTINO / DI / FVLIGNO su tre righe dentro corona | Intorno S. FELI - CIANO e al centro san Feliciano stante con mitra e pastorale, in atto di benedire |

### Zecca di Gubbio
Della zecca di Gubbio sono noti solo due valori: il pezzo da due baiocchi e quello da mezzo baiocco; le monete furono battute a Roma. 
| Valore      | Metallo | Dritto                                                                     | Rovescio |
| ----------- | ------- | -------------------------------------------------------------------------- | --- |
| 2 baioccchi | Æ       | Fascio con pileo e scure tra rami di quercia; intorno REPVBBLICA ROMANA. I | DVE / BAIOCCHI / GVBBIO / 1798 su quattro righe; in basso AP, sigla dello zecchiere, Andronico Perpenti. Alcuni esemplari non hanno data- |
| 1/2 baiocco | Æ       | MEZZO / BAIOCCO / GVBBIO su tre righe                                      | Il rovescio è uguale a dritto |

In alcuni pezzi invece si legge GUBBIO

### Zecca di Macerata
Della zecca di Macerata sono noti solo due valori: il mezzo baiocco e il quattrino.
| Valore      | Metallo | Dritto                                                                         | Rovescio                                       |
| ----------- | ------- | ------------------------------------------------------------------------------ | ---------------------------------------------- |
| 1/2 baiocco | Æ       | Fascio con pileo e scure tra rami di quercia; intorno A. I. DELLA · LIB. ITAL. | MEZZO / BAIOCCO / MACERA / TA su quattro righe |
| quartino    | Æ       | Fascio con pileo e scure tra rami di quercia; intorno A. I. D. L. I.           | QVATRI / NO / MACERA su tre righe              |

### Zecca di Pergola
Della zecca di Pergola sono noti più valori: il pezzo da due baiocchi, il baiocco e il mezzo baiocco.
| Valore      | Metallo | Dritto                                                                      | Rovescio |
| ----------- | ------- | --------------------------------------------------------------------------- | --- |
| 2 baiocchi  | Æ       | Fascio con scure e pileo entro corona di quercia; intorno REPVBBLICA ROMANA | DVE / BAIOCCHI / PERGOLA / 1798 su quattro righe; in basso AP, sigla dello zecchiere, Andronico Perpenti. Esistono diverse varianti. |
| baiocco     | Æ       | Nel campo VN / BAIOCCO / PERGOLA / 1798                                     | Nel campo VN / BAIOCCO / PERGOLA tra rami                                                                                            |
| 1/2 baiocco | Æ       | Nel campo MEZZO / BAIOCCO / PERGO / LA entro corona                         | MEZZO / BAIOCCO / PERGO / LA; in basso AP, sigla dello zecchiere, Andronico Perpenti.                                                |

### Zecca di Perugia
Della zecca di Perugia sono noti due valori: il pezzo da due baiocchi e quello da un baiocco.
| Valore     | Metallo | Dritto | Rovescio                                                |
| ---------- | ------- | --- | ------------------------------------------------------- |
| Scudo      | Æ       | Aquila con ramo d'ulivo nel rostro e fulmine negli artigli; una stelletta nel margine. Intorno, in alto REPVBBLICA ROMANA, in esergo AP, sigla dello zecchiere, Andronico Perpenti | Nel campo SCUDO entro corona                            |
| 2 baiocchi | Æ       | Fascio con scure e pileo affiancato da due rami d'alloro. Il dritto è anepigrafo.                                                                                                  | Stelletta in alto e BAIOC / DVE / PERVGIA entro corona. |

Per il pezzo da due baiocchi esistono varianti con l'indicazione al rovescio della data: AN VII REP (anno settimo della Repubblica francese) e altre in cui al dritto la legenda REPVBBLICA ROMANA è al posto dei rami di allora.

### Zecca di Spoleto
Della zecca di Spoleto sono noti due valori: lo scudo d'argento e il pezzo da due baiocchi..
| Valore     | Metallo | Dritto                                                                                 | Rovescio                                                    |
| ---------- | ------- | -------------------------------------------------------------------------------------- | ----------------------------------------------------------- |
| 2 baiocchi | Æ       | Fascio con scure e pileo entro corona di quercia; intorno REPVBBLICA ROMANA DP CLITVNN | DVE / BAIOC /CHI / su tre righe. Esistono diverse varianti. |
| baiocco    | Æ       | Fascio con scure e pileo; intorno REPVBBLICA ROMANA                                    | VN / BAIOCCO / CLITVN / NO entro corona.                    |

### Assegnati

Assegnato da 10 paoli

Oltre alle monete furono stampati anche degli assegnati. Come unità fu usata fu il paolo, una vecchia valuta dello stato pontificio dal valore di 10 baiocchi.